# Akula (submarino de 1907)
O Akula (em russo:  Акула; "tubarão") foi um submarino construído para a Marinha Imperial Russa. O Akula serviu durante a Primeira Guerra Mundial e afundou em novembro de 1915 após atingir uma mina naval.

## Projeto e construção

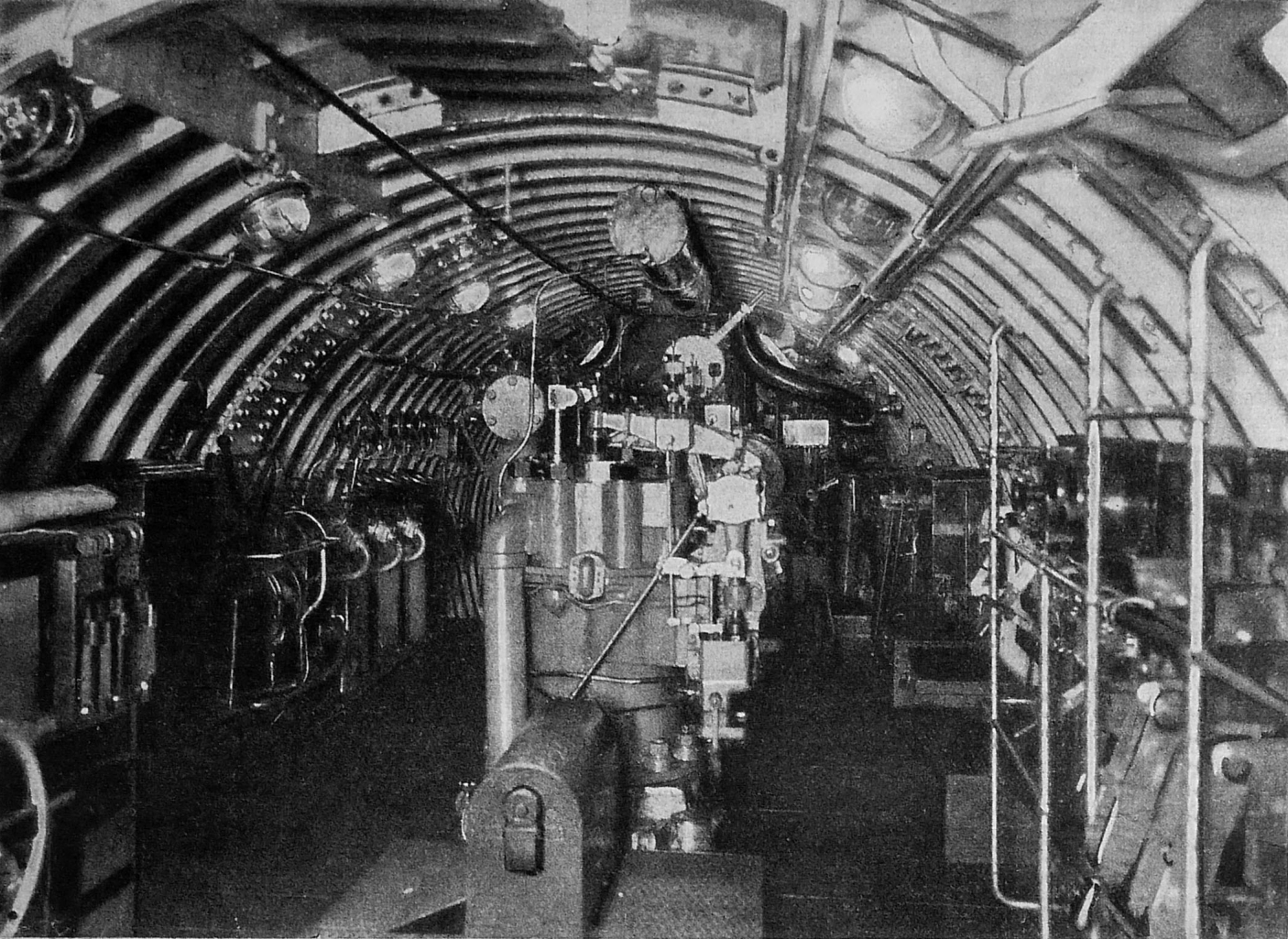
Interior de Akula

O submarino foi projetado por Ivan Grigorevich Bubnov e foi um amálgama dos projetos anteriores Minoga e Kasatka. O projeto foi apresentaod ao Comitê Técnico da Marinha no final de 1905 e encomendado em 1906.
O Akula foi construído na Baltiysky Zavod em São Petesburgo. A embarcação foi lançada em 4 de setembro de 1907.

## Histórico operacional

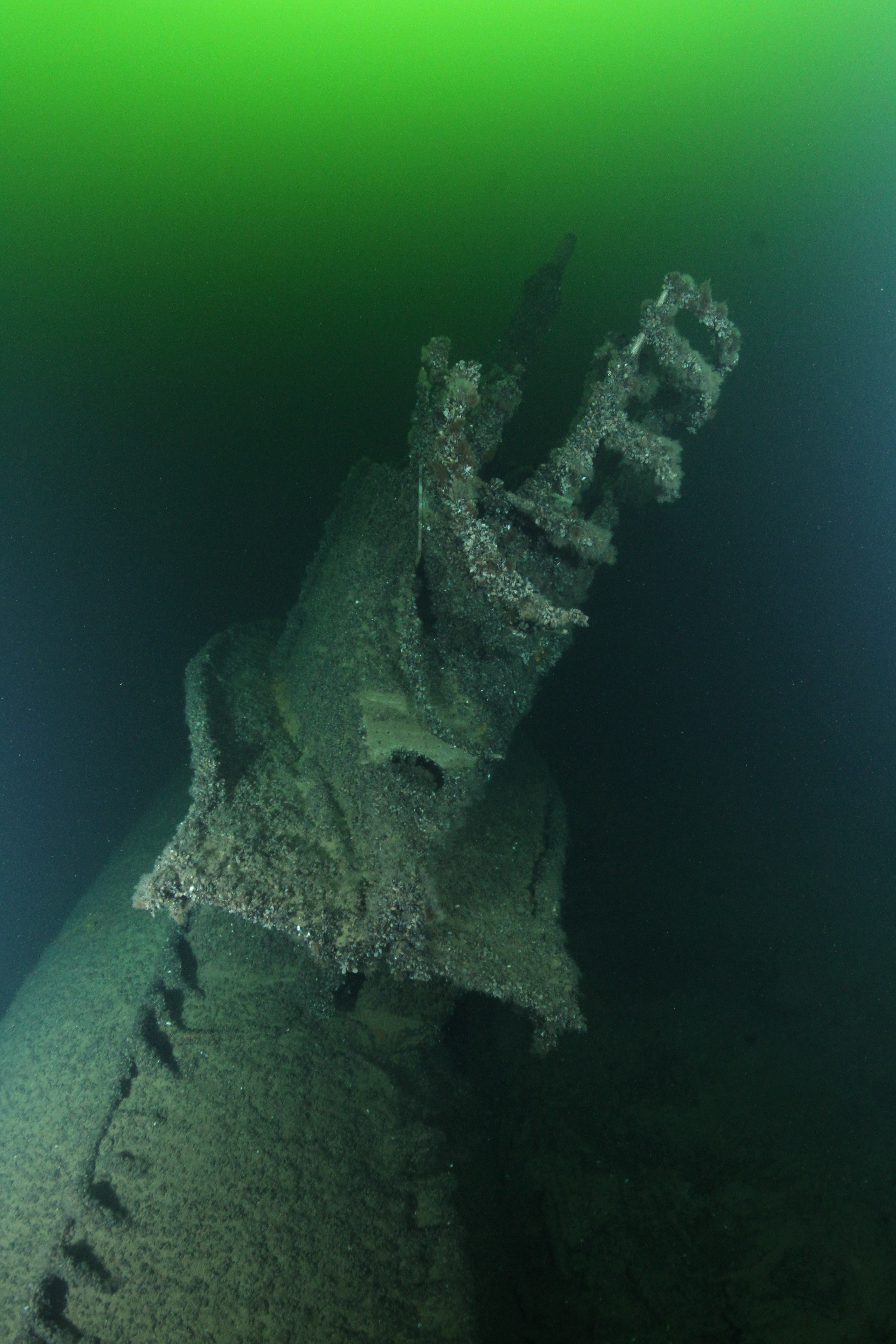
Destroços próximo a Hiiumaa

Inicialmente o submarino iria utilizar motores a gasolina, mas foram substituídos pelo mais seguro diesel. O projeto era de casco único do tipo tanque de sela, com uma capacidade de submergir a 45 m (148 ft).
Alguns problemas iniciais significativos ocorreram e o motor elétrico e as hélices precisaram ser trocadas. O Akula foi o primeiro submarino russo capaz de navegar por longas distâncias. Em 1912, o Akula fez a primeira rajada do mundo com cinco torpedos.
Subsequentemente, serviu na Frota do Báltico durante a Primeira Guerra Mundial, cumprindo 16 missões de patrulha e um ataque não bem sucedido ao navio de defesa de costa alemão Beowulf.
Posteriormente, atingiu uma mina naval e afundou próximo a Hiiumaa em novembro de 1915 em sua 17ª missão de patrulha. O Akula permanece a cerca de 30 m (98,4 ft) abaixo da água. Todos os 35 membros da tripulação morreram.